# Joaquín Miranda (militar)
General Joaquín Miranda fue un militar mexicano que participó en la Revolución mexicana. En marzo de 1911 se incorporó a la lucha maderista en el pueblo de Chontalcoatlán, bajo las órdenes del General Ambrosio Figueroa Mata. Al término de la lucha maderista se licenció junto a sus fuerzas en Toluca. Joaquín Miranda junto a su hijo del mismo nombre intentaron convencer al Gral. Genovevo de la O en Morelos a que se rindiera a Victoriano Huerta, pues este general exmaderista se había cambiado de bando. Genovevo apresó a los Miranda, llevándolos al cuartel general zapatista para ser juzgados. Fue fusilado por órdenes de Manuel Palafox.